# 伏爾加-第聶伯航空

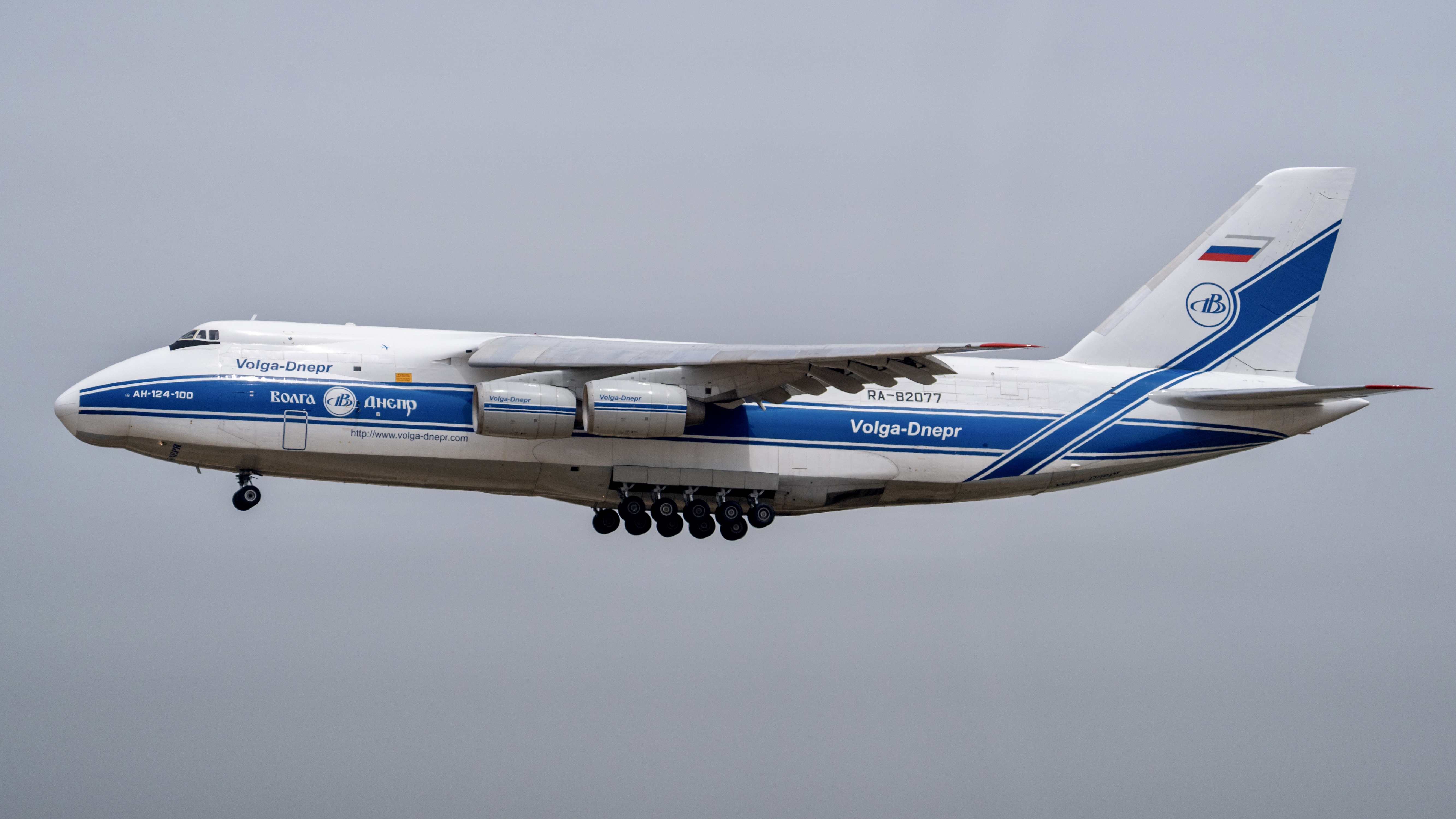
伏尔加-第聂伯航空的安-124-100在西安咸阳国际机场降落

伏爾加-第聶伯航空公司（俄语：ООО «Авиакомпания «Волга-Днепр»）是一間總部設於俄羅斯烏里揚諾夫斯克的航空公司，主營定期貨運航班及貨運包機服務。該公司運營著全世界最大的安托諾夫An-124機隊，是提供特大型貨物運輸的主要公司。該公司的運營基地是烏里揚諾夫斯克東方港機場，次要樞紐為克拉斯諾亞爾斯克葉梅利亞諾夫國際機場。

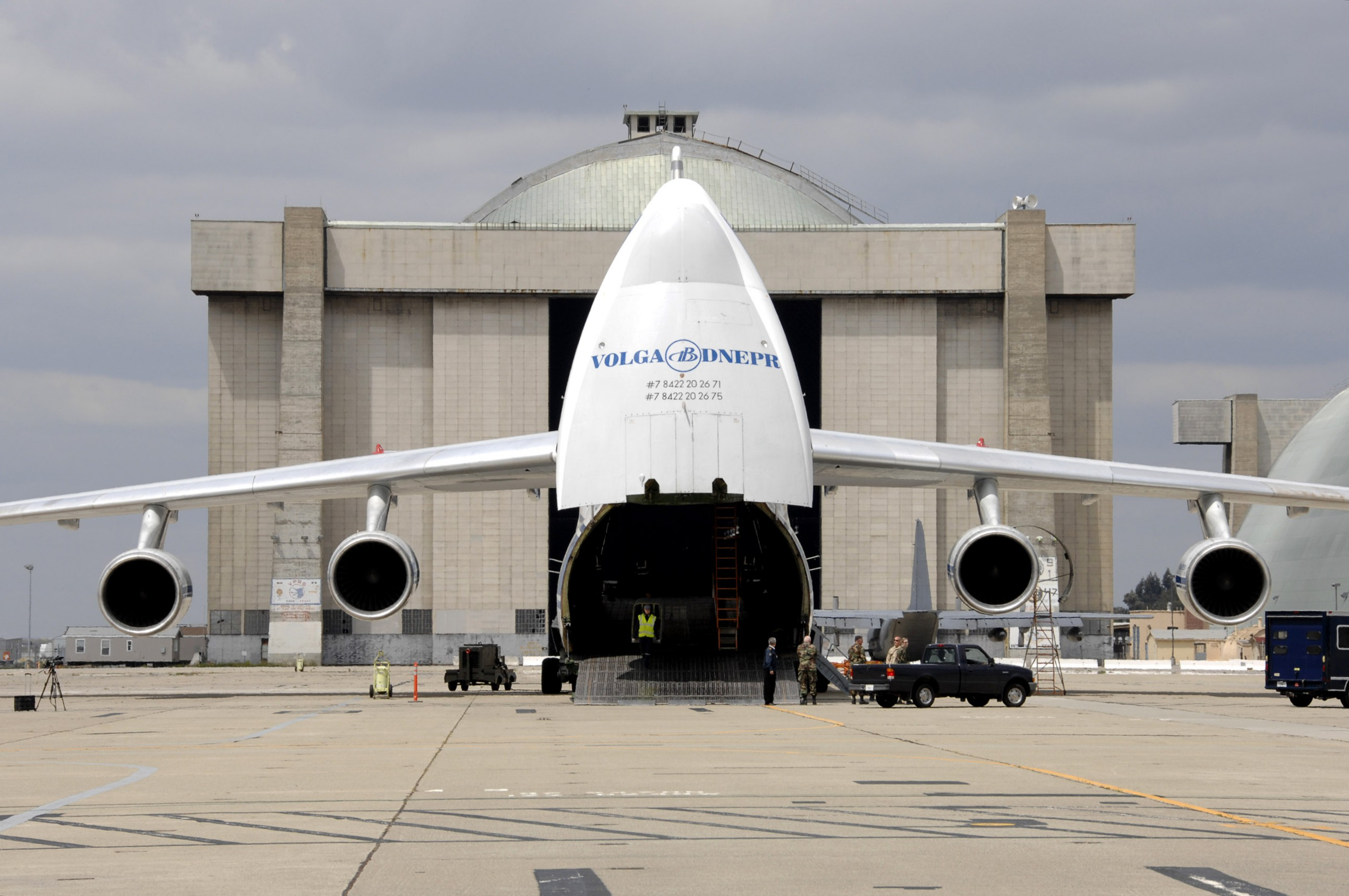
伏爾加-第聶伯航空的安-124-100準備將加州空中國民警衛隊的直升機運輸至阿富汗

## 歷史
伏爾加-第聶伯航空成立於1990年8月，由航星航空、安東諾夫設計局和馬達西奇公司（Motor Sich）持股，並於次年10月首航，由阿姆斯特丹飛往阿拉木圖。該公司也是俄羅斯國內除俄航及其子公司之外的第一間提供特大貨物運輸服務的航空公司。2004年，伏爾加-第聶伯航空成立一間提供定期貨運服務的子公司空橋貨運航空。
伏爾加-第聶伯航空在愛爾蘭香農機場和阿聯酋沙迦國際機場設有單獨的維修公司，這些公司屬於伏爾加-第聶伯集團的子公司。
據《莫斯科國防簡報》顯示，伏爾加-第聶伯航空在歷史上運輸過挖掘機、遊艇、火箭發射裝置、固定翼飛機及直升機、大象、鯨、發電機組及一些珍貴的博物館藏品等大型貨物。

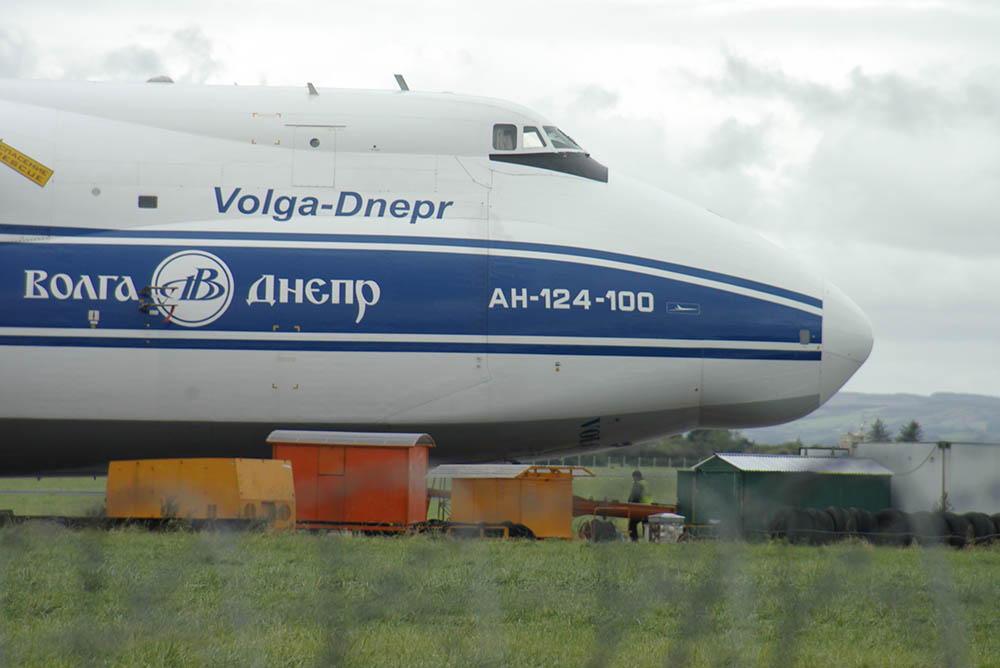
伏爾加-第聶伯航空的安東諾夫An-124在香農機場

2023年，加拿大政府决定对伏爾加-第聶伯航空实施制裁，导致该公司旗下一架安-124货机（尾号RA-82078）被多伦多机场扣留。加拿大政府有意将该机移交乌克兰方面，而伏尔加-第聂伯航空对此不满，并发起诉讼。

## 服務

### 貨運

#### 定期貨運服務
空橋貨運航空（ABC）是伏爾加-第聶伯集團旗下的定期貨運航空公司，設立於2004年，是俄羅斯第一間使用波音747貨機的航空公司。空橋貨運航空目前使用12架波音747（8架747-400F和4架747-8F）。

### 客運
伏爾加-第聶伯航空曾經營過小型的客運服務，提供往來莫斯科與多個目的地之間的航班，截至2006年3月，這些目的地包括下诺夫哥罗德、奔萨和烏里揚諾夫斯克，執飛機型為雅克-40。

## 機隊

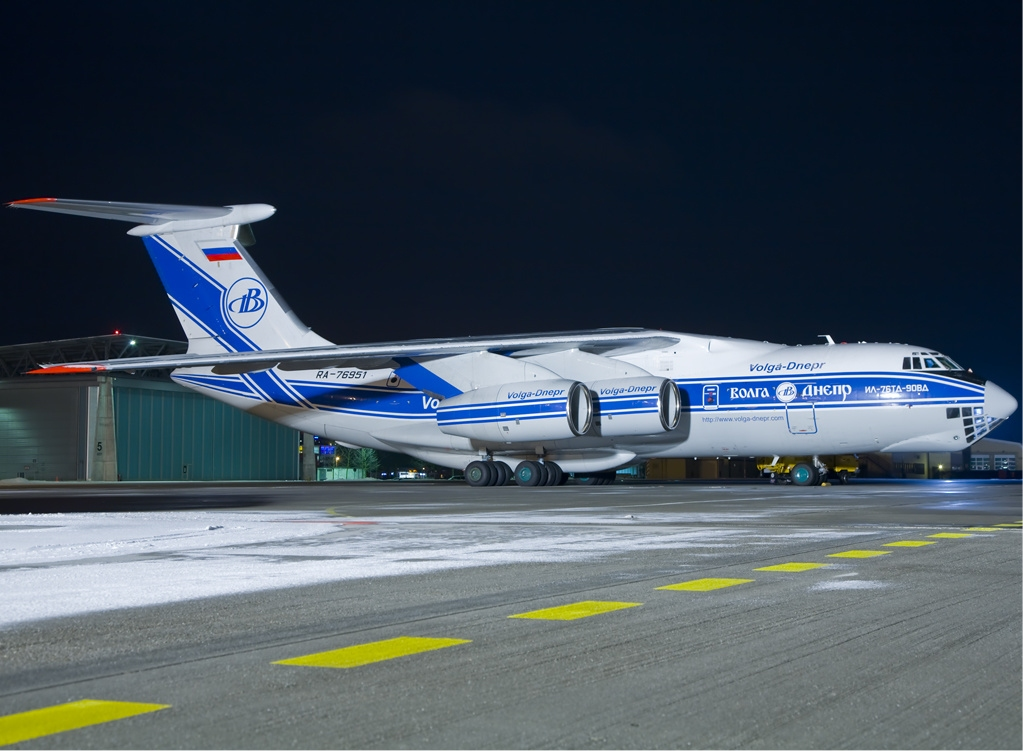
伏爾加-第聶伯航空的伊爾-76

截至2018年1月，伏爾加-第聶伯航空（不計子公司）的機隊如下：

## 外部連結
- 伏爾加-第聶伯集團 （页面存档备份，存于）
- 伏爾加-第聶伯航空 （页面存档备份，存于）